# Ibrahim Aboubacar

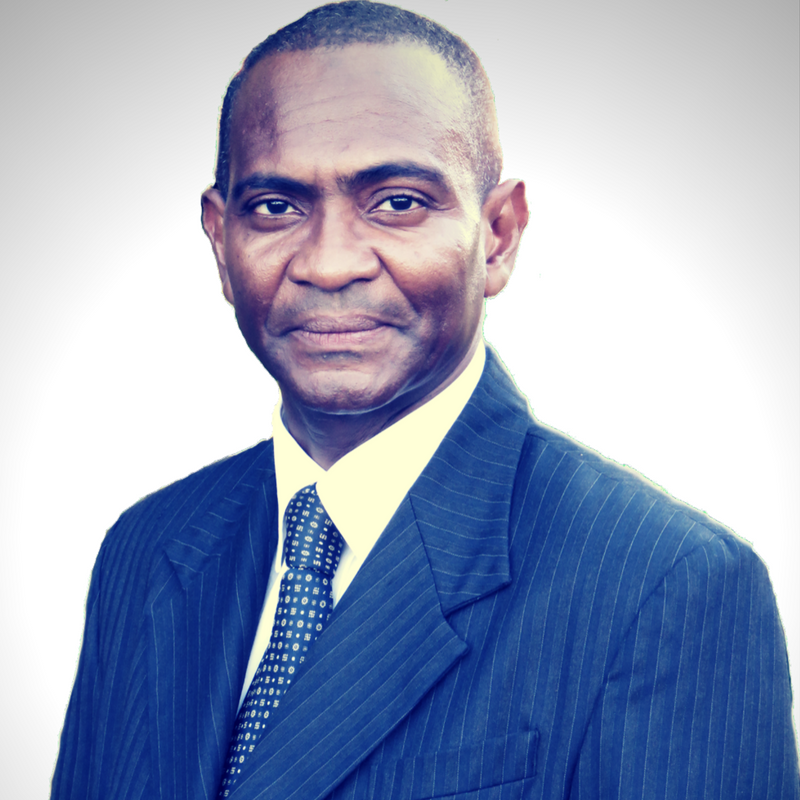
Ibrahim Aboubacar (2017)

Ibrahim Aboubacar (* 1. Februar 1965 in Fomboni) ist ein französischer Politiker der Parti socialiste. Er war von 2012 bis 2017 Abgeordneter der Nationalversammlung.
Nach einem Ingenieurstudium an der École spéciale des travaux publics, du bâtiment et de l’industrie (ESTP) in Cachan kam Aboubacar 1990 nach Mayotte, wo er in der öffentlichen Verwaltung Führungspositionen in den Bereichen Bauwesen, Stadtplanung und Wirtschaftsentwicklung einnahm. Nach zweijährigem Engagement in den örtlichen Gewerkschaften wechselte Aboubacar 1992 zur Parti socialiste. 1994 war er Gründungsmitglied der CISMA-CFDT, einer Verbindung zweier Gewerkschaften in Mayotte, die elf Wirtschaftszweige umfasst, darunter das Gesundheits- und Bildungswesen.
Von 1999 bis 2004 war Aboubacar Berater für das mahorische Wirtschafts- und Sozialwesen, von 2008 bis 2012 war er als leitender Berater der Gemeindeverwaltung von Sada tätig. In dieser Funktion wurde er auch zum Vizepräsidenten des Generalrats (seit 2015: Départementrat) von Mayotte gewählt.
Bei den Parlamentswahlen 2012 kandidierte Aboubacar im zweiten Wahlkreis des Départements Mayotte und wurde im zweiten Wahlgang mit 54,95 Prozent der Stimmen in die Nationalversammlung gewählt. 2017 verzichtete er auf eine neuerliche Kandidatur. Seine Zeit als Abgeordneter endete am 20. Juni 2017.
Ibrahim Aboubacar ist verheiratet und hat fünf Kinder.